# Scolymus maculatus
Die Gefleckte Golddistel (Scolymus maculatus) ist eine Pflanzenart aus der Gattung Scolymus in der Familie der Korbblütler (Asteraceae).

## Merkmale

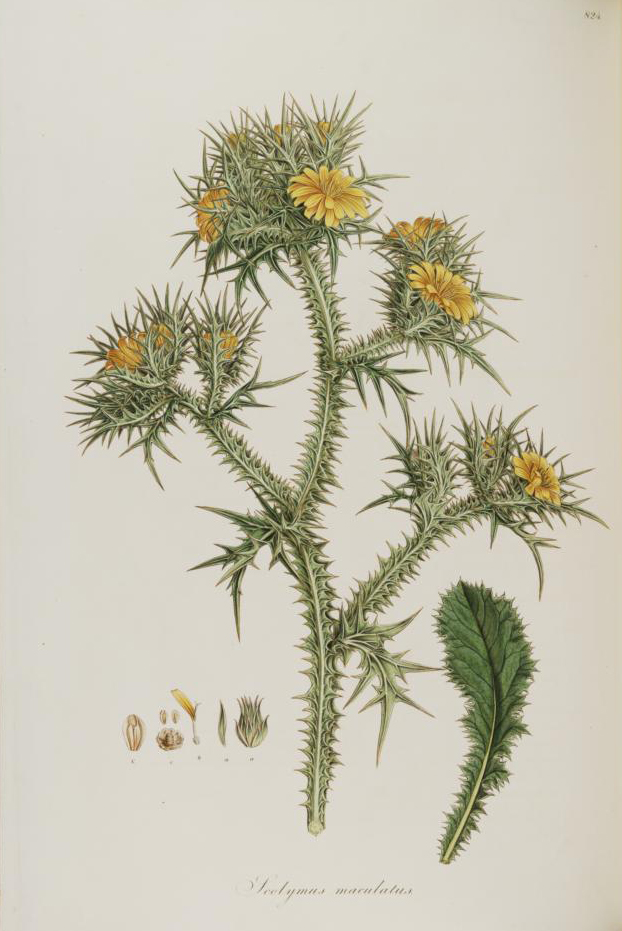
Gefleckte Golddistel (Scolymus maculatus), Illustration

Scolymus maculatus ist eine einjährige Pflanze. Sie wird 20–90 Zentimeter hoch. Bei dieser Art sind die Stängel durchgehend geflügelt. Der Rand der Blätter und Flügel ist weiß und stark verdickt. Die obersten Blätter sind sehr regelmäßig kammförmig-dornig. Die Blütenkronen sind an ihrer Außenseite schwarz behaart und weisen eine Länge von 15 bis 17 Millimeter auf. Die Hüllblätter sind spitz. Die Achänen tragen keinen Pappus.
Die Blütezeit ist April bis Juli.
Die Chromosomenzahl beträgt 2n = 20.

## Vorkommen
Die Gefleckte Golddistel kommt im Mittelmeerraum vor. Die Vorkommen auf den Kanarischen Inseln, auf Madeira und auf Porto Santo sind vielleicht nicht ursprünglich.